# Batalha de Belo Horizonte (1930)

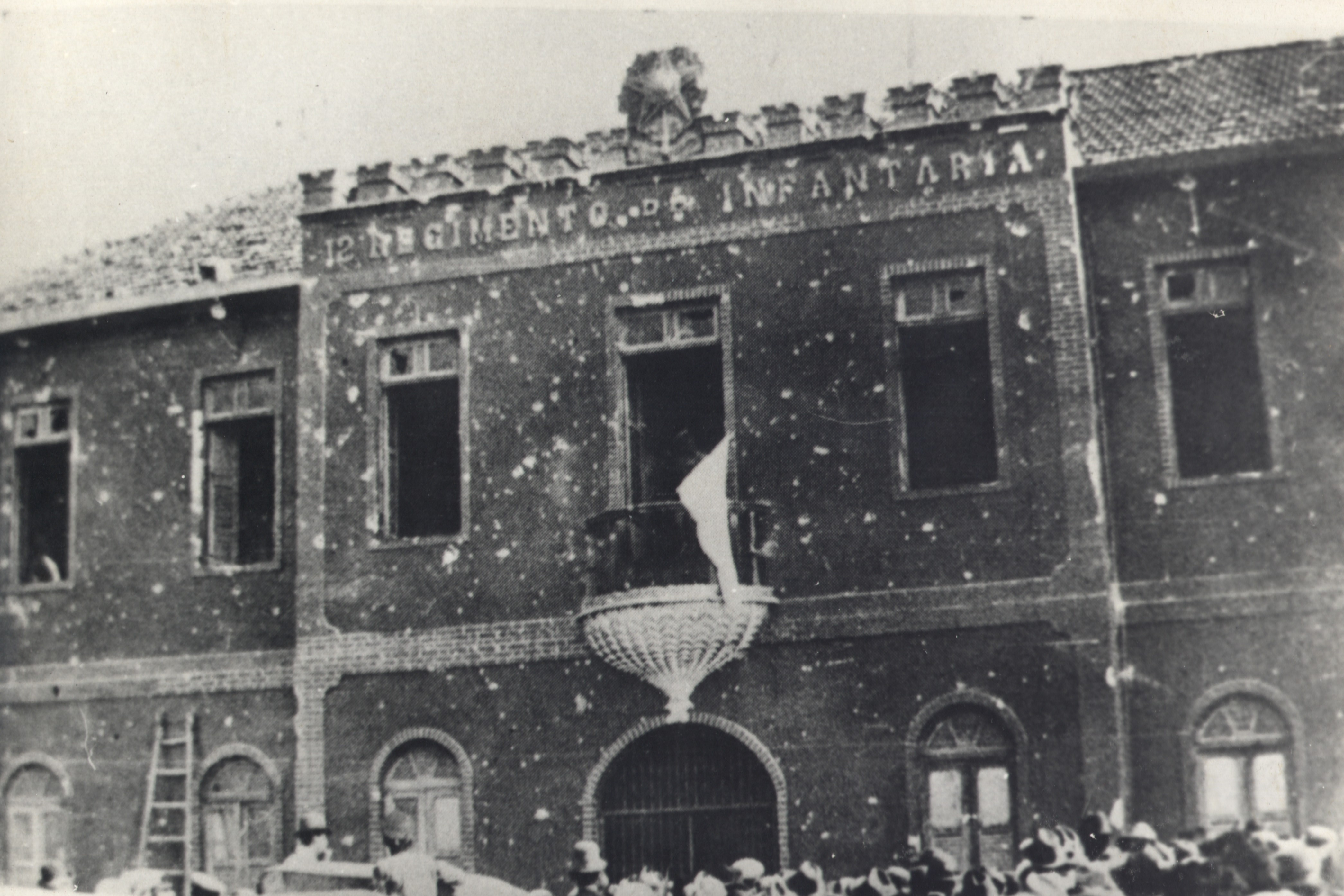
Fachada do quartel do 12.º RI cravejada de balas após a batalha

A batalha de Belo Horizonte foi um episódio de conflito militar ocorrido no contexto da Revolução de 1930 entre a Força Pública de Minas Gerais e o Exército Brasileiro a partir do 12.º Regimento de Infantaria de Belo Horizonte, culminando com a vitória deste primeiro, representante das forças revolucionárias.

## O conflito
As adversidades se iniciaram com a prisão do comandante daquele regimento a mando do então secretário de interior Cristiano Machado. O tenente-coronel José Joaquim de Andrade , legalista, defendia a sucessão de Washington Luís por Júlio Prestes conforme previa a Constituição de 1891, e enviara um telegrama ordenando que seus subordinados resistissem às forças revoltosas pró-Vargas, representadas em Minas Gerais pelo presidente do estado Olegário Maciel. A batalha perduraria por cerca de seis dias paralisando a cidade e seu comércio, tendo, ao fim, aproximadamente 50 baixas e um resultado vitorioso para a Força Pública estadual. Era o fim da Primeira República (1889-1930) em Minas Gerais.

## Comemorações posteriores
Após o evento, fora tradição durante alguns anos as paradas militares de ambas as forças para comemorarem este relevante episódio na história mineira, a Força Pública por sua vitória triunfante sobre as forças federais e o Exército por sua chamada brava resistência em favor do legalismo, contudo, a partir do advento da Ditadura Militar estas festividades seriam findadas por ordem do governo ditatorial com a finalidade de não opor ambas corporações.